# 堀井雄二
堀井 雄二（ほりい ゆうじ、1954年1月6日 - ）は、日本のゲームデザイナー・作家・アーマープロジェクト代表取締役。兵庫県洲本市出身。『ドラゴンクエストシリーズ』の生みの親である。愛称は「ゆうてい（ゆう帝）」。

## 経歴

### 生い立ち
実家は淡路島の洲本市街地で堀井ガラス店というガラス屋を営んでいた。幼少時は弁護士志望だったが、中学時代に漫画家志望に転換。
兵庫県立洲本高等学校時代は漫研に所属していたが、水泳部、ブラスバンド部（サックス担当）、さらに生物部、茶道部を掛け持ちしていた。この頃は、本気で漫画家になるつもりだったという。夜更かしが多くなり、遅刻の常習犯になった。自宅から学校まで自転車で5分くらいの距離だったにもかかわらず、高校2年の成績表を見ると出席日数210日のうち、197日遅刻しているほどだった。
高校3年の夏休みに永井豪の仕事場にアシスタント入りを志願しようと原稿を持って行くが断られ、「とりあえず大学にでも行くか」と受験勉強を始めた。早稲田大学を受けた理由は、漫画家志望で文学部が妥当だが歴史が不得手で、得意科目であった数学が受験科目にあるためと後に語っている。

### 早稲田大学進学、ライターの道へ
1972年に早稲田大学第一文学部に入学。早稲田大学漫画研究会に入部し、同世代に国友やすゆきやえびなみつる、大川清介がいる。その後、同年11月に起こった事件（川口大三郎事件）により、大学がロックアウトにより1年間休校になった。堀井は「身分は学生なのに、授業に出なくてもいい。この環境は、高校を出たばかりの少年を呆けさせるのに十分だった」と語っている。
1974年頃にある出版社から「早稲田の漫研の事を書いてほしい」というオファーを受け、1975年に漫研の仲間（えびなみつるや柳澤健二）らとともに2冊の書籍を執筆したのをきっかけにフリーライターとして活動を始める。さくまあきら（当時立教大学の漫研に所属していた）とはこの頃からの知り合いである。また冒険グループ名義で書いた『いたずら魔』はテレビ業界に注目され、一時期放送作家的なこともしていたという。
1976年にバイク事故で内臓破裂の重傷を負い、3ヶ月の入院後、帰郷し療養生活を送る。また、この間に半年休学した。1978年に早稲田大学を卒業。生活が十分成り立っていたという理由でフリーライターとして活動を再開する。この頃、さくまの紹介で鳥山明などを担当する『週刊少年ジャンプ』の編集者である鳥嶋和彦と知り合いゲーム仲間になり、毎晩遊びまわっていたという。
1980年から『月刊OUT』（みのり書房）で読者投稿コーナーの一つを担当。月刊OUTの投稿者管理のためにパソコンの導入を図ったが、パソコンゲームにはまり、のちに自作をはじめる。

### ゲームクリエイターに転業
1982年から『月刊OUT』で担当の読者投稿コーナーを「ゆう坊のでたとこまかせ」にリニューアルし、人気を博す。同年、鳥嶋からエニックスの第1回ゲーム・ホビープログラムコンテストの取材を依頼されたのを機に、自らもPC-6001で自作した『ラブマッチテニス』を応募し、入選プログラム賞を取る。コンテストの授賞式で森田和郎や中村光一と知り合う。
1983年にパソコンのアドベンチャーゲーム『ポートピア連続殺人事件』を手がけ、ゲーム界に名を知られるようになる。この年、エニックスは堀井雄二や中村光一らを、アメリカで開催されたApple関連の見本市「アップルフェスト」に派遣している。ここで本場のRPGと出会ったことが「ドラゴンクエスト」を開発する契機となった。
1984年に『北海道連鎖殺人 オホーツクに消ゆ』、1985年に『軽井沢誘拐案内』を発表。
1985年8月、『週刊少年ジャンプ』にてコンピューターゲームを紹介するコーナー「ファミコン神拳」の連載開始（不定期掲載。1988年まで）。堀井はゆう帝のペンネームでライターのひとりとして名を連ねた。1986年からは『ログイン』でゲームに関するエッセイの連載を持つ。『ログイン』では他にも、ゲームシナリオに優れた投稿ゲーム作品に与えられる「堀井賞」の名前の由来ともなり、堀井が自ら同賞の選考に参加したこともあった。
また、1985年にさくまが中心となって創刊された新人漫画家発掘誌『マンガハウス』に編集者として関わったほか、読売新聞でゲームに関するコラムを短期連載し、『ラブマッチテニス』の賞金で買ったApple II互換機でハマった『ウィザードリィ』を紹介している。

### ドラゴンクエストの制作
1986年に"ファミコン初の正統派RPG"である『ドラゴンクエスト』が発表される。堀井はシナリオ・ゲームデザインを担当。同作品はシリーズ化され、1988年に発売された第3作『ドラゴンクエストIII そして伝説へ…』は社会現象と呼ばれるほどの人気を獲得。日本においてゲームマニアがパソコンでするジャンルというイメージが付いていたRPGが、家庭用ゲーム機の主要ジャンルになるという劇的なパラダイムシフトを起こした。
また、『III』のヒットはゲームクリエイターという職業が注目されるきっかけ、あるいは過去の人物の再評価のきっかけを作り、堀井は『III』のヒットを機に職業を「フリーライター」から「ゲームクリエイター」に改めた。以後、ドラゴンクエストシリーズの制作を主軸に活動することになる。

### 洲本名誉市民に
2008年9月24日、ふるさと納税の制度を利用して洲本市に950万円を寄付している。以降も毎年洲本市にふるさと納税を行い、合計１億円を寄付している。
2010年9月に行なわれた東京ゲームショウ2010の「日本ゲーム大賞」にて「経済産業大臣賞」を受賞した。
2017年12月20日、洲本市議会は堀井を洲本名誉市民に選定することに同意し、翌2018年2月11日、正式に名誉市民号が授与された。
2022年3月24日、第22回ゲーム・デベロッパーズ・チョイス・アワードの個人賞「Lifetime Achievement Award」を受賞した。
2024年12月10日、ゲーム作家としての功績が認められ、文化庁長官表彰を受ける。

## 人物
- 性格は温和で謙虚であることで知られているが、プレイヤーとしてゲームを見る目は非常に厳しく、ファミコン神拳の初期は特にそれが顕著であった。当時はゲーム業界がまだ未成熟な時期であり、メーカーからソフト提供がなく自費で購入していたため、遠慮のない辛口コメントをすることが可能だった。
- フリーライター時代の経験や劇画村塾で学んだ経験から「文字数の制限がある中で、語るべき事を的確に表現する」という技術を会得しているが、堀井の文章はそれに加えてユーモアを含んだ節回しを最大の特徴としており、ファンに「堀井節」と呼ばれて親しまれている。
- フリーライター時代にはゲーム製作のほか、本田一景の名義で漫画原作も手がけていた。ドラクエのコミカライズの際には監修としてクレジットされることが多い。
- 酒は一切飲めない。
- 影響を受けたものとして、手塚治虫『ふしぎな少年』、『巨人の星』、『あしたのジョー』、小説では小松左京、星新一、眉村卓、司馬遼太郎、テレビでは『タイムトンネル』『宇宙家族ロビンソン』『ウルトラQ』を挙げる。テレビドラマも好んでおり、『明日、私は誰かのカノジョ』も視聴していたと語る。
- ドラゴンクエストシリーズのお色気テキストの多くを担当としており、『ドラゴンクエストVII エデンの戦士たち』までは堀井1人で全会話を執筆したため、『VII』までのお色気台詞は全て堀井の考案である。なお、堀井本人は『III』『V』を長年お気に入りとして挙げていたが、『IV』も気に入っていると公言している。
- 制作に一番苦労したドラクエ作品は『VII』で、初のCDROM採用で大容量化したため、いつまでたっても完成せず発売を予定より二年延期した。
- ファイナルファンタジーシリーズはよきライバルとして実際に歴代作品を自分でもプレイしており、特に『Ⅹ』と『Ⅻ』が気に入っている。
- 子供の頃は友達の家の冷蔵庫を勝手に開けていた。それが『ドラクエ』の壺や箱割りに繋がった[14]。

## エピソード
- テレビゲーム『いただきストリート』は、さくまあきらと「お互いにボードゲームを1つ作ってみよう」ということになり、堀井がデザインしたもの。さくまは『桃太郎電鉄』をデザインした。
- 「ゆう坊のでたとこまかせ」が単行本として出版された際、特別付録として「ゆう坊のゲームデザイナー入門」を書き下ろし、実際に『ドラゴンクエスト』のデザインに使われた用紙まで掲載された。このコーナーは、「ゲームデザイナーの仕事が忙しすぎて、時間がとれなくなった」との理由で、『月刊OUT』廃刊より先に連載終了している。「気がついたら副業が本業に代わっていた」を地で行った1人である。
- 中村光一が調布市にチュンソフトを立ち上げた際は毎日のように事務所に遊びに来ており、掛かってきた電話にも勝手に出ていたという。千田幸信が訪れる際には必ず本人が居たため、チュンソフトに就職したと勘違いしたこともある。
- 『月刊OUT』1982年10月号の「ゆう坊のでたとこまかせ」で、「敬老の日記念」として「（読者が高齢者となる）60年後」をテーマとした際、読者の提案により「元気でいたら2042年8月27日午後3時に国鉄御茶ノ水駅・四ツ谷寄りの改札口に集合しよう[注 3]」という「約束」を記し、その後もことあるごとに「でたまか」の中で告知が行われていた。「月刊OUT」休刊後も一部の読者には記憶されており、「中間点」となる2012年8月には「アウシタン同窓会2012」が新宿ロフトプラスワンで開催された[15]。なお、2014年9月に太田出版から刊行された『超超ファミコン』には堀井のロングインタビューが掲載されており、その中で「この約束は現在も有効です」と明言している。
- さくまあきらを始めとする、業界の友人たちとの宴会の席では、「おまえいつ落ち目になるんだ?」とか「えびなみつる！ おまえの絵古くなってきたぞ」と互いに悪口を言い合うという。でもそれは「有名になって、お世辞しか言われなくなった友人に対する愛の忠告」で、「いざ仕事がなくなった者でも出ると、友人みんなで助ける。だからみんな業界で生き残っているのだ。」とさくまあきらは語っている[16]。
- 早稲田大学時代は漫研に所属していたが、当時影響を受けていた漫画は『ガロ』系のものであり、自身のゲームなどでは絵を描くことはないが、ドラクエのイラスト下絵などでその才能の片鱗がうかがえる。さくまあきらのゲーム製作10周年記念作品『怪物パラ☆ダイス』では、お祝いメッセージと共にゲームで登場するボスモンスター「トンテンカン」のデザインを提供した。その独特の味のある画風は、さくまをして「学生時代のまま漫画家を目指していたら、今頃彼はどうなっていたのだろうか?私もだ…（笑）」と言わしめた。実際のゲーム中では、出現率が低い上に対人戦でないと出ない、実質的な隠しキャラクターとなっている。
- 画力について、さくまの別インタビューでは「堀井くんはあまり絵が上手じゃないんですよ。本当は漫画研究会の周辺でも一番漫画が上手かったくらいなんだけど、事故で描けなくなっちゃったんです。堀井くんがライターの道に進んだのは、それからだったんですね」との言及もある[17]。
- 友人のさくまあきらが『ドラクエ』のヒットに便乗して堀井の本を出版しようとするが、「ドラクエの本なら売れるがわしの本は売れん」と堀井が発言し結局中止になった。後年、さくまは堀井の発言一つで取りやめたことを後悔する発言をしている[18]。

## 作品
- ドラゴンクエストシリーズ
  - ドラゴンクエスト
  - ドラゴンクエストII 悪霊の神々
  - ドラゴンクエストIII そして伝説へ…
  - ドラゴンクエストIV 導かれし者たち
  - ドラゴンクエストV 天空の花嫁
  - ドラゴンクエストVI 幻の大地
  - ドラゴンクエストVII エデンの戦士たち
  - ドラゴンクエストVIII 空と海と大地と呪われし姫君
  - ドラゴンクエストIX 星空の守り人
  - ドラゴンクエストX オンライン（ゼネラルディレクター）
  - ドラゴンクエストXI 過ぎ去りし時を求めて
  - ドラゴンクエストモンスターズシリーズ
    - ドラゴンクエストモンスターズ テリーのワンダーランド（エニックスのスタッフと共同、開発総指揮も兼任）
    - ドラゴンクエストモンスターズ2 マルタのふしぎな鍵（開発総指揮も兼任）
    - ドラゴンクエストモンスターズ キャラバンハート（製作総指揮）
    - ドラゴンクエストモンスターズ ジョーカー（開発統括も兼任）
    - ドラゴンクエストモンスターズ ジョーカー2

  - スライムもりもりドラゴンクエストシリーズ
    - スライムもりもりドラゴンクエスト 衝撃のしっぽ団（製作総指揮）
    - スライムもりもりドラゴンクエスト2 大戦車としっぽ団（製作総指揮）

  - ドラゴンクエストキャラクターズ トルネコの大冒険3 不思議のダンジョン（監修）
  - ドラゴンクエスト 少年ヤンガスと不思議のダンジョン（開発統括）
  - ドラゴンクエストソード 仮面の女王と鏡の塔（開発統括も兼任）
  - ドラゴンクエストヒーローズ 闇竜と世界樹の城（ゼネラルディレクター）
  - ドラゴンクエストヒーローズII 双子の王と予言の終わり（ゼネラルディレクター）
  - ドラゴンクエストビルダーズ アレフガルドを復活せよ（ゼネラルディレクター）
  - ドラゴンクエスト トレジャーズ 蒼き瞳と大空の羅針盤（ゼネラルディレクター、ゆうぼんの声[19]）
  - ドラゴンクエストVR（ストーリー）
- ポートピア連続殺人事件
- 北海道連鎖殺人 オホーツクに消ゆ
- 軽井沢誘拐案内
- いただきストリートシリーズ
  - いただきストリート 〜私のお店に寄ってって〜
  - いただきストリート2 〜ネオンサインはバラ色に〜
  - いただきストリート ゴージャスキング
  - いただきストリート3 億万長者にしてあげる! 〜家庭教師つき!〜
  - ドラゴンクエスト&ファイナルファンタジー in いただきストリートSpecial
  - ドラゴンクエスト&ファイナルファンタジー in いただきストリートポータブル
  - いただきストリートDS
  - いただきストリートWii
- クロノ・トリガー（監修）
- ファミコンジャンプII 最強の7人（シナリオ監修）

### その他
- キンキキッズトークライブ（原作、監督）

## 連載
- ファミコン神拳（週刊少年ジャンプ内のコンピュータゲーム紹介記事、1985年 - 1988年）

## 著作
| 年   | タイトル                         | 出版               | 備考                                               |
| ---- | -------------------------------- | ------------------ | -------------------------------------------------- |
| 1975 | おならのブルース                 | KKベストセラー     | 早稲田大学漫画研究会名義                           |
| 1975 | いたずら魔                       | KKベストセラー     | 冒険グループ名義（早稲田大学漫画研究会）           |
| 1976 | いじわる特許許可局               | 日本文芸社         | うさぎやトライアングル名義（早稲田と立教の漫研）   |
| 1977 | マンガの学校                     | KKベストセラー     | 早稲田大学漫画研究会名義（おならのブルースの改題） |
| 1984 | いきなりパソコンがわかる本       | 二見書房           |                                                    |
| 1988 | 堀井雄二のコンピュータ・クエスト | 二見書房           |                                                    |
| 1990 | 虹色ディップスイッチ             | ビジネス・アスキー |                                                    |
| 1990 | ゆう坊のでたとこまかせ           | みのり書房         |                                                    |

### 原著
- ドラゴンクエスト30thアニバーサリー ドラゴンクエスト名言集 しんでしまうとは なにごとだ!（スクウェア・エニックス、2016年）

### 漫画原作（本田一景名義）
1983年、別冊漫画アクションで平野仁の作画による『赤いドレス』という作品で原作者としてデビューした旨を当時のインタビューで述べているが、掲載号等は不明。
- あの娘はヘッド（猿渡哲也） - 読切。1983年フレッシュジャンプ掲載
- 探偵桃語（絵：三山のぼる） - 全1巻。1986年に月曜ドラマランドにて実写ドラマ化された（主演：渡辺美奈代）
- ゴルゴ13（さいとう・たかを） - 脚本「217話 サギ師ラッキー」「220話 アイリッシュ・パディーズ」「224話 イリーガルの妻」「233話 弾道」
- オン・エア（池田さとみ） - 原案協力。全3巻。1985年プチコミック連載

### 雑誌監修
- ドラゴンクエストVIII大冒険スーパーガイドブック（2004年、集英社）

### 漫画監修
- DRAGON QUEST -ダイの大冒険-（1989年 - 1996年、原作：三条陸 作画：稲田浩司）
- DQI秘伝 竜王バリバリ隊（1990年 - 1991年、原作：三条陸 作画:稲田浩司）
- トルネコ一家の冒険記（1994年 - 1997年、脚本：小松崎康弘 作画：村上ゆみ子）
- ドラゴンクエスト 幻の大地（1997年 - 2001年、神崎まさおみ）
- ドラゴンクエスト エデンの戦士たち（2001年 - 2006年、藤原カムイ）
- DRAGON QUEST IV外伝 -地獄の迷宮-（2001年 - 2002年、原作：三条陸 作画：稲田浩司）
- ドラゴンクエスト列伝 ロトの紋章 〜紋章を継ぐ者達へ〜（2004年 - 2020年、作画：藤原カムイ 脚本：映島巡）
- ドラゴンクエスト モンスターバトルロードビクトリー（2010年、脚本：かねこ統 作画：オオイシナホ）
- ドラゴンクエスト 蒼天のソウラ（2013年 - 2022年、中島諭宇樹）
- ドラゴンクエストトレジャーズ アナザーアドベンチャー ファドラの宝島（2022年 - 、原作：はらまさき 作画：天野洋一）

### 映画監修
- ドラゴンクエスト ユア・ストーリー（2019年8月2日公開、東宝） - 原作・監修

## メディア出演

### テレビ
- ゲームセンターCX・第13シリーズ #106『「ドラクエ」を創った男 堀井雄二スペシャル』（2010年10月7日、フジテレビTWO、フジテレビNEXT）
  - 2011年12月22日に発売されたゲームセンターCX DVD-BOX8 Vol.15に『堀井雄二解体新書』として約31分に編集されて収録されている
- ノーコン・キッド 〜ぼくらのゲーム史〜 第4話（2013年10月25日、テレビ東京）
- FUN!FUN!FANTASTICS SEASON3 #8（2023年8月10日、日本テレビ）
- X年後の関係者たち〜あのムーブメントの舞台裏〜（2024年11月12日、BS-TBS）[21]

### ラジオ
- TOKYO M.A.A.D SPIN（J-WAVE）
  - 2023年5月8日・5月15日・22日、鳥嶋和彦と3週にわたりゲスト出演[22]
  - 2023年6月26日、鳥嶋和彦、榎本一夫、土居孝幸、大徳哲雄とゲスト出演。ファミコン神拳やジャンプ放送局などの裏話を語った[23]
- ゆう坊＆マシリトのKosoKoso放送局（2023年7月31日（8月1日午前3：00） - 、J-WAVE） - 「TOKYO M.A.A.D SPIN」毎月最終月曜日放送（2024年3月まで） → 2024年4月より毎月第4土曜日（午前1時より）放送。堀井は第2回（2023年8月29日放送）より隔月の出演。共演の鳥嶋和彦は毎月出演
  - 堀井と鳥嶋共演回は「ゲーム回」、鳥嶋出演回は「漫画回」として放送[24][25][26]
  - 2025年1月より公式YouTubeチャンネル始動、LIVE配信を開始（不定期）

### 映画
- ゴジラ（1984年） - 鳥山明、さくまあきらとともにエキストラ出演（ノンクレジット）[1]